# Reinhard May
Reinhard May (* 26. August 1947 in Bad Godesberg; † 10. Juni 2024) war ein deutscher Rechtswissenschaftler und Philosoph.

## Leben
May studierte Rechtswissenschaft, Philosophie und Comparative Jurisprudence an den Universitäten Mainz und London. Die Promotion zum Doktor der Rechte (Dr. iur) mit einer von Theodor Viehweg betreuten Arbeit erfolgte 1978. Seit 1980 hatte er eine Forschungsstelle für Rechts- und Sozialphilosophie an der Heinrich-Heine-Universität Düsseldorf inne. Im Jahr 1983 erhielt er den Doctor of Philosophy (Ph.D.) von der SOAS University of London. Die Habilitation im Fach Philosophie erfolgte 1995 an der Heinrich-Heine-Universität Düsseldorf. Dort war er von 2001 bis 2012 als außerplanmäßiger Professor tätig und forschte zur transkulturellen Philosophie (Moral-, Rechts- und Sozialphilosophie).
Er war Redaktor  und Mitherausgeber der von Theodor Vieweg begründeten und geleiteten „Studien zu nichteuropäischen Rechtstheorien“.

## Forschung
Sein wissenschaftliches Interesse galt den außereuropäischen Moral- und Rechtsphilosophien. Ihm ging es in seiner Forschung nicht nur um das Verständnis und die Exegese der mittlerweile allgemein bekannten nicht-abendländischen Standardwerke der Philosophie. Vielmehr interessierten ihn die frühen und wirkmächtigen Einflüsse, die von den ersten Übersetzungen etwa der indischen Upanischaden und der chinesischen konfuzianischen, buddhistischen und daoistischen Schriften auf die (Weiter-)Entwicklung europäischen Gedankenguts ausgingen. An den Schriften von Martin Heidegger, Arthur Schopenhauer und David Hume konnte May exemplarisch darlegen, wie nicht-abendländische Einflüsse über drei Jahrhunderte in der europäischen Moralphilosophie und Ontologie einen bleibenden und wirkmächtigen Eindruck hinterlassen haben.

## Schriften (Auswahl)
- Frieden und die Aufgabe des Rechts. Rechtstheoretischer Versuch zur Friedensforschung im rechtsvergleichenden Bereich unter Einschluß einer Darstellung chinesischen Rechtsverständnisses, Wiesbaden 1979, ISBN 3-515-03138-3.
- Law & Society East and West. Dharma, Li, and Nomos, Their Contribution to Thought and to Life, Wiesbaden 1985, ISBN 3-515-04537-6.
- Ex Oriente Lux. Heideggers Werk unter Ostasiatischem Einfluss, Wiesbaden 1989, ISBN 3-515-05493-6.
  - Übersetzung ins Englische: Heidegger's Hidden Sources. East Asian Influences on his Work, London 1996, ISBN 0-415-14037-4.
  - Übersetzung ins Chinesische: 海德格尔与东亚思想 / Haidege'er yu dong Ya si xiang, Beijing 2003, ISBN 7-5004-4181-9.
- Schopenhauers global philosophy, insbesondere in seiner Ethik. Zugleich ein neues Stück transeuropäischer Einflußforschung, Schopenhauer-Jahrbuch 82 (2001), 83–98.
- Humes Moralphilosophie unter chinesischem Einfluss, Wiesbaden 2012, ISBN 978-3-515-10044-1.